# Chandlodiya
Chandlodiya là một thành phố và khu đô thị của quận Ahmadabad thuộc bang Gujarat, Ấn Độ.

## Nhân khẩu
Theo điều tra dân số năm 2001 của Ấn Độ, Chandlodiya có dân số 56.135 người. Phái nam chiếm 54% tổng số dân và phái nữ chiếm 46%. Chandlodiya có tỷ lệ 74% biết đọc biết viết, cao hơn tỷ lệ trung bình toàn quốc là 59,5%: tỷ lệ cho phái nam là 79%, và tỷ lệ cho phái nữ là 68%. Tại Chandlodiya, 12% dân số nhỏ hơn 6 tuổi.